# 珊美站
珊美站位於中华人民共和国广东省东莞市厚街镇南环路与莞太路交叉路口，于2016年5月27日启用。

## 車站構造
| 地面 |        |
|      | 出入口 |

| 地下一層（B1） | 車站大廳                             | 客服中心、自動售票機             |
| 地下二層（B2） |                                      | █ 2号线 往東莞火車站方向（寮厦） |
| 地下二層（B2） | 島式月台，左側開門                   |                                  |
| 地下二層（B2） | █ 2号线 往虎門火車站方向（展览中心） |                                  |

## 車站出入口
珊美站共設四個出入口。不設C出入口
| 編號 | 目的地                       |
| ---- | ---------------------------- |
| A    | 時尚電器（厚街店）、明豐百貨 |
| B    | 南環路                       |
| D1   | 厚沙路                       |
| D2   | 珊瑚路口公交站               |